# زواراب
زواراب پادشاه دیلمیان در اواخر قرن ششم بود. نام او برای اولین بار در سال ۵۹۰ ذکر شده است، زمانی که همراه با سارامس کوچک به پادشاه ساسانی هرمزد چهارم (ح. ۵۷۹-۵۹۰) با کشتن سردارش فرخان خیانت کرد. زواراب سپس به شورش بهرام چوبین پیوست و سارامس به گروهی از اشراف ناراضی به رهبری ویستهم و وندوی پیوست.
بهرام چوبین توانست از سال ۵۹۰ برای مدت کوتاهی شاهنشاه ساسانیان شود تا اینکه در سال ۵۹۱ شکست خورد و کشته شد. پس از آن خسرو پرویز پسر هرمزد چهارم پادشاه شد، اما ویستهم بعداً خود شورش کرد. زواراب به شورش او پیوست که از ۵۹۱ تا ۵۹۶ یا از ۵۹۴/۵ تا ۶۰۰ ادامه یافت.